# Гарленд, Алекс
Александр Медавар «Алекс» Гарленд (англ. Alexander Medawar «Alex» Garland; род. 26 мая 1970) — британский писатель, режиссёр, сценарист и продюсер.

## Биография
Алекс Гарленд родился в семье ливанского происхождения. Его отец — известный политический карикатурист Ник Гарленд, мать — известный психоаналитик. Алекс окончил в 1992 году Манчестерский университет, где специализировался на истории искусств.
Гарленд рисовал комиксы, но очень скоро разочаровался в этом занятии, подрабатывал иллюстратором и freelance-журналистом.
Не представляя, чем заняться дальше, стал писать книгу, поначалу не считая это серьёзным занятием. Книга «Пляж» (англ. The Beach) вышла в 1996 году и стала абсолютным бестселлером, хотя поначалу издатели не обратили на неё внимания.
Неожиданный успех молодого автора привёл к тому, что модные журналы стали охотиться за ним в надежде взять интервью или разместить фото на обложке; однако сам Гарленд не заразился «звёздностью» и не питает иллюзий относительно своей удачи.
В написании книги пригодились два основных увлечения Гарленда. А именно: комиксы и страсть к путешествиям. Комиксы — фактически его профессия, сформировавшийся (в том числе и под влиянием отца) образ мышления; отсюда явная киношность книг Гарленда, заточенность под картинку, видеообраз, соблюдение требований композиции, правильных пропорций между действием и диалогами.
Вторая книга Гарленда «Тессеракт» (англ. The Tesseract) была принята неоднозначно. Книгу называли подражанием киношному стилю Тарантино; обвиняли автора в неудавшемся осуществлении слишком сложного замысла. «Тессеракт» — что-то вроде смелого математического эксперимента на живых людях — литературных персонажах, чьи судьбы предстают лишь подтверждением бездушного закона совпадений и пересечений, и неважно, чей это закон — Бога или естественных наук. Эта книга, безусловно, не повторила успеха предыдущей, но выполнила задачу-минимум — закрепила положение Гарленда в его писательской нише. «Тессеракт» был экранизирован в 2003 году азиатским режиссёром Оксид Паном.
Ноябрь 2002 года — выход на экраны британского фильма «28 дней спустя», в котором Алекс Гарленд выступил в качестве сценариста. Режиссёр — его давний знакомый Дэнни Бойл, экранизировавший «Пляж». В 2007 году Бойл снял фильм «Пекло», где сценаристом вновь выступил Гарленд.
В 2004 году Гарленд опубликовал ещё один роман — «Кома» (иллюстрации к «Коме» создал отец писателя, Ник Гарленд), холодно воспринятый критиками. Книга описывает полусон-полуреальность, в которой находится герой, пребывающий в коме после встречи с хулиганами в вагоне метро, сновидческие картинки, борьба за возможность всплыть из глубин комы на поверхность; странная антикинематографичная история.
В 2010 году выходит видеоигра Enslaved: Odyssey to the West, сценарий для которой написан Гарлендом.

## Романы
- «Пляж» (англ. The Beach; 1996)
- «Тессеракт» (англ. The Tesseract; 1998)
- «Кома» (англ. The Coma; 2004)

## Фильмография
Фильмы
- «Пляж» (2000) — сценарист
- «28 дней спустя» (2002) — сценарист
- «Пекло» (2007) — сценарист
- «Не отпускай меня» (2010) — сценарист
- «Судья Дредд» (2012) — сценарист и продюсер
- «Из машины» (2014) — сценарист и режиссёр
- «Аннигиляция» (2018) — сценарист и режиссёр
- «Род мужской» (2022) — сценарист и режиссёр
- «Падение империи» (2024) — сценарист и режиссёр
- «Под огнём» (2025) — сценарист и режиссёр
- «28 лет спустя» (2025) — сценарист и продюсер
- «28 лет спустя. Часть II: Костяной храм» (2026) — сценарист и продюсер

Сериалы
- «Разрабы» (2020) — сценарист и режиссёр

## Игры
- Enslaved: Odyssey to the West (соавтор, 2010)
- DmC: Devil May Cry (2013)

## Награды и номинации
- 2004 — Номинация на премию «Сатурн» от Академии научной фантастики, фэнтези и фильмов ужасов, США: за сценарий к фильму «28 дней спустя».
- 2004 — Номинация на премию «Chlotrudis Awards 2004», США: Лучший оригинальный сценарий «28 дней спустя».